# Première division Atlantique de fusiliers marins
La 1re division Atlantique de fusiliers marins (en italien : 1ª Divisione Atlantica Fucilieri di Marina) était une unité d'infanterie de marine de la marine de la République sociale italienne, qui a pris part à la bataille de Normandie.

## Histoire
Après la signature de l’armistice du 8 septembre 1943 entre les Alliés et le royaume d'Italie, les troupes allemandes tentèrent de s'adjoindre les Italiens du régiment San Marco qui assuraient la protection de la base sous-marine de la Marine royale italienne de Bordeaux (BETASOM), alors commandée par le capitaine de vaisseau Enzo Grossi et où se trouvaient deux sous-marins italiens : le Bagnolini et le Finzi. Après avoir appris l'Armistice, le commandant Grossi avait mis la base en état d'alerte et demandé immédiatement l'ensemble des soldats présents à Arcachon. Face aux demandes allemandes, il menaça de rendre à Hitler la croix de chevalier de la croix de Fer dont il avait été décoré, et le commandant allemand, von Flug-Hartung, renonça à sa requête. Le 12 septembre, le Major Grossi fut à Berlin pour un entretien avec l'amiral Karl Doenitz, le commandant en chef de la marine de guerre allemande, et contacta ensuite le capitaine de corvette Mario Arillo qui commandait la base des  sous-mariniers italiens de Gotenhafen, ordonnant au personnel italien de se réunir à Bordeaux. Dans les jours suivants commencèrent également à converger sur Bordeaux d'autres soldats en provenance de France et d'Allemagne, atteignant rapidement 4 000 personnes.
Conformément aux termes de la réunion entre Grossi et Dönitz, la Première division Atlantique de fusiliers marins de la Marine nationale républicaine — la marine de la République sociale italienne, alliée du Troisième Reich — fut alors créée. La majorité du personnel avait rejoint, par choix ou pour des raisons de commodité ce nouveau régime. En vertu de l'accord, Enzo Grossi fut accompagné par le commando de la 4e Flott. Vorposten (sécurité et escorte) qui opérait entre Arcachon et à Brest. Les 4 000 hommes de la division Atlantique de fusiliers marins ont été utilisés par la Kriegsmarine pour renforcer les batteries côtières sur la côte atlantique et dans les îles Anglo-Normandes. 
Grossi obtint également des Allemands que 6 000 hommes (les anciens militaires italiens internés) soient affectés à la Kriegsmarine pour former des bataillons Bau (des bataillons de construction) sur la côte atlantique, qu'un autre contingent de 5 400 aille renforcer les bataillons Nebbiogeni de la Baltique et obtint également la libération de 4 000 marins internés (IMI) dans les camps allemands de Trèves et de Neubrandenburg, qui avaient demandé à rejoindre la République sociale italienne. Trois U-boote furent réaffectés à la Marine italienne pour une formation des équipages qui devait avoir lieu en Allemagne, tandis que les 5 autres sous-marins C. B. furent armés pour une utilisation en mer Adriatique. Les installations de la base de sous-marins C. B. de Constanța, en Roumanie, passèrent sous contrôle de la Division de l'Atlantique.
Parmi les membres de la 1re division Atlantique de fusiliers marins se trouvaient deux officiers et deux cents marins affectés à la Marine Artillerie Abteilung 608, commandés par l'Oberleutnant zur See Richard Seuss entre août et septembre 1944, ces soldats ont participé avec les Allemands à la défense de Cézembre, une île fortifiée en baie de Saint-Malo, soumise à un intense bombardement allié. Après la reddition de la garnison, 69 marins et deux officiers italiens survivants ont été envoyés dans le camp de prisonniers de Hereford, au Texas.
Les soldats de la division (au total, plus de 5 000 personnes) furent employés en France, à Calais, Cherbourg, Le Havre, dans les îles anglo-normandes de Jersey et Guernesey, à Saint-Malo, Brest,  Ouessant, Lorient, Saint-Nazaire, La Rochelle, Oléron et Ré. Beaucoup ont pris part à la bataille de Normandie, et certaines de ces poches atlantiques ne se sont rendues qu'à la fin de la guerre : poche de Lorient, de Saint-Nazaire, de La Rochelle (9 mai 1945) et les îles Anglo-Normandes (10 mai 1945).